# Czesław Rolik
Czesław Rolik (ur. 22 września 1951 w Pasłęku) – oficer Wojska Polskiego w stopniu kontradmirała, magister ekonomii, w latach 2000–2004 szef Szefostwa Finansów Marynarki Wojennej, następnie zastępca dyrektora Departamentu Budżetowego MON, zastępca szefa Zarządu Planowania Rzeczowego P8 Sztabu Generalnego Wojska Polskiego, od 2008 do 2009 roku dyrektor Departamentu Budżetowego MON, odznaczony Złotym Krzyżem Zasługi.

## Wykształcenie
Czesław Wacław Rolik w latach 1971–1975 ukończył Wyższą Szkołę Oficerską Służb Kwatermistrzowskich im. Mariana Buczka w Poznaniu. Od 1978 do 1980 roku studiował na Uniwersytecie Gdańskim, uzyskując tytuł zawodowy magistra ekonomii. Jest również absolwentem studiów podyplomowych z zakresu ekonomiki wojska w Wojskowej Akademii Politycznej im. Feliksa Dzierżyńskiego w Warszawie (1988). W 1999 roku uzyskał uprawnienia dyplomowanego Kandydata na Członka Rady Nadzorczej w Spółkach Skarbu Państwa wydane przez Ministerstwo Skarbu Państwa. W okresie od 2003 do 2004 roku odbył kurs dotyczący audytu wewnętrznego i kontroli wewnętrznej w Zarządzie Głównym Stowarzyszenia Księgowych w Polsce, natomiast 2007 roku otrzymał certyfikat w zakresie kreowania wizerunku instytucji wydany przez ANS PR Consulting.

## Służba wojskowa
Na pierwsze stanowisko – kierownika Sekcji Finansowej – został skierowany do 35 Składnicy Materiałów Pędnych i Smarów w Dębogórzu. W 1978 przeniesiono go do Dowództwa Marynarki Wojennej w Gdyni, gdzie początkowo był specjalistą w Oddziale Finansów. W 1981 roku powierzono mu obowiązki zastępcy szefa tego oddziału, a od 1994 do 1998 był jednocześnie szefem Wydziału Gospodarki Finansowej. Następnie wyznaczono go szefem Oddziału Finansów – głównym księgowym Dowództwa Marynarki Wojennej. W wyniku restrukturyzacji w 2000 roku został szefem Szefostwa Finansów – głównym księgowym Dowództwa Marynarki Wojennej. W 2004 roku objął stanowisko zastępcy dyrektora Departamentu Budżetowego Ministerstwa Obrony Narodowej w Warszawie.
Z dniem 1 stycznia 2007 roku rozpoczął służbę w Sztabie Generalnym Wojska Polskiego w Warszawie, jako zastępca szefa Zarządu Planowania Rzeczowego P8. 1 września 2008 roku został dyrektorem Departamentu Budżetowego Ministerstwa Obrony Narodowej. Na początku 2010 roku odszedł z zawodowej służby wojskowej.
Interesuje się sportem – grami zespołowymi i uprawianiem lekkiej atletyki, muzyką poważna i rozrywkową – gra na trąbce. Do 2003 roku był wiceprezesem Wojskowego Klubu Sportowego Flota w Gdyni.

## Odznaczenia
- Złoty Krzyż Zasługi[1]